# Marc-Antoine-Madeleine Désaugiers
Pour les articles homonymes, voir Désaugiers.

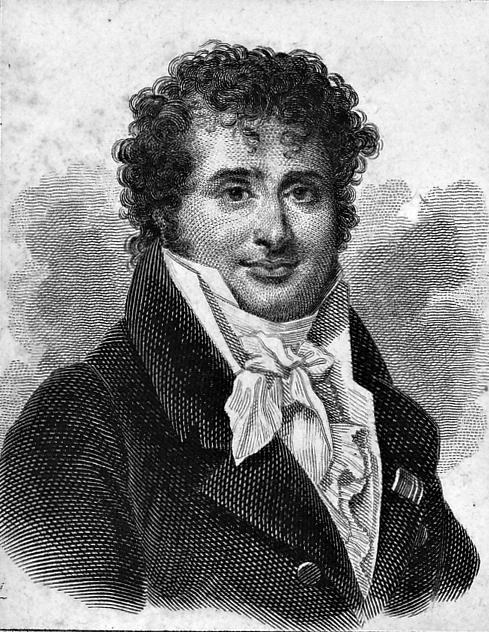
Marc-Antoine-Madeleine Désaugiers, portrait d'après Achille Devéria.

Marc-Antoine-Madeleine Désaugiers (né Antoine Madeleine Augier à Fréjus le 17 novembre 1772 et mort à Paris le 9 août 1827) est un chansonnier, poète, goguettier et vaudevilliste français, fils du compositeur Marc-Antoine Désaugiers et frère du diplomate Auguste Désaugiers.
Sa vie et son œuvre, vaudevilles et chansons, sont aujourd'hui oubliées du grand public, mais il a été dans les goguettes aussi célèbre que Béranger.

## Biographie
Marc-Antoine-Madeleine Désaugiers naît le 17 novembre 1772 à Fréjus et est baptisé le lendemain. Il est le fils du compositeur et maître de chapelle Marc-Antoine Désaugiers et de son épouse, Françoise Hermier. Son frère est le futur diplomate Auguste Désaugiers.
Après avoir failli entrer dans les ordres, il se voue aux lettres et à la musique. Pendant la Révolution française, il s'exile d'abord à Saint-Domingue, où il manque d'être fusillé par les Noirs révoltés, puis à Philadelphie, où il donne des leçons de clavecin.
De retour en France en 1797, il devient professeur de piano, chef d'orchestre, fournisseur attitré des petits théâtres à la mode, auxquels il donne toute une série de vaudevilles d'une allure franche et rapide.
En 1802, avec trois autres musiciens, il est un des onze chansonniers attitrés de la goguette Les Déjeuners des Garçons de bonne humeur. De 1806 à 1817, il est l'âme d'une autre goguette, célèbre pour sa société littéraire et chantante : Le Caveau moderne. Il encourage les débuts de Pierre-Jean de Béranger. Il est l'ami du célèbre chanteur des rues Aubert. En 1815, au retour des Bourbons, il devient directeur du théâtre du Vaudeville.

En 1825, avec Pierre Capelle, il entreprend de faire renaître le Caveau moderne, qui a fait naufrage en 1817, sous le nouveau nom du Réveil du Caveau. Toutefois, Désaugiers souffre atrocement de calculs urinaires. La veille de subir l'« opération de la pierre », dont il ne se relèvera pas, ne se départant pas de sa verve et sa bonne humeur, il compose son épitaphe, les quatre vers ci-dessous :
Ci-gît, hélas! sous cette pierre,
Un bon vivant mort de la pierre.
Passant, que tu sois Paul ou Pierre,
Ne vas pas lui jeter la pierre.
Le projet avortera avec la mort de Désaugiers, qui survient le 9 août 1827.

Son ami Nicolas Brazier publiera un poème le 9 août de l'année suivante L'Anniversaire, épître à Desaugiers, qui se termine par ces vers :
Et, puisque tu pris les devants,
Prouve, en dépit de nos savants,
Qu'avec les morts il vaut mieux rire
Que bâiller avec les vivants.
Il est enterré au cimetière du Père-Lachaise (division 22).
Dans le 16e arrondissement de Paris, la rue Désaugiers lui rend hommage.

## Chansons et vaudevilles
Cet épicurien est plein d'obligeance et de générosité. On le dit gai ; d'une gaieté naturelle, intarissable et inoffensive. Ses chansons, parmi lesquelles L'Épicurien, Ma fortune est faite, Le panpan bachique, Le Délire bachique, les Cadet Buteux, dont Cadet Buteux à l'opéra de la Vestale, une parodie de La Vestale de Spontini, débordent d'une joie communicative ; une pointe de malice et de libertinage en relèvent la saveur. On y trouve parfois même une piquante observation des mœurs du temps, comme dans Souvenirs nocturnes de deux époux du XVIIe siècle, Tableau de Paris à cinq heures du matin, Tableau de Paris à cinq heures du soir, V'là c' que c'est que l' carnaval. Désaugiers représente le meilleur type du chansonnier français, malicieux, insouciant et gai.
Il est également l'auteur de nombreuses petites pièces, vaudevilles, comédies ou parodies, la plupart écrite en collaboration, dont quelques-unes, comme Les Petites Danaïdes, La Chatte merveilleuse, Le Vautour ou le Propriétaire sous le scellé, Je fais mes farces, ont eu une vogue prodigieuse.
Dans la langue populaire son œuvre Le Vautour ou le Propriétaire sous le scellé a laissé l'expression un vautour pour désigner un propriétaire particulièrement sans pitié pour ses locataires.

### Bon voyage Monsieur Dumollet
Sa chanson connue sous le titre de Bon voyage Monsieur Dumollet, tirée du final de sa folie en un acte Le Départ pour Saint-Malo, donnée pour la première fois le 25 juillet 1809, est restée célèbre jusqu'à nos jours. Ceux qui la connaissent à présent en ignorent souvent l'auteur. Ses paroles partent d'une anecdote survenue à Saint-Malo qui avait eu son heure de célébrité à l'époque ; elle est ainsi évoquée par Chateaubriand :
« 
Enfin, pour ne rien omettre, je rappellerai les dogues qui formaient la garnison de Saint-Malo […]. Ils furent condamnés à la peine capitale pour avoir eu le malheur de manger inconsidérément les jambes d’un gentilhomme ; ce qui a donné lieu de nos jours à la chanson : Bon voyage. On se moque de tout. On empoisonna les criminels ; l’un d’eux refusa de prendre la nourriture des mains de son gardien qui pleurait ; le noble animal se laissa mourir de faim : les chiens, comme les hommes, sont punis de leur fidélité.
 »
— Chateaubriand,  Mémoires d'outre-tombe, livre I, chapitre 4.
La garde de la côte de Saint-Malo était composée de 24 dogues chargés de la surveillance nocturne.
C'est sur son air qu'est chanté, accompagné aux fifres, l'air du Carnaval inlassablement répété au cours du grand Carnaval de Dunkerque et des carnavals des villes aux alentours. Le ballet Casse-Noisette comprend une transcription pour orchestre de l'air de la chanson (acte I, 1er tableau, Allegro, après l'entrée des parents). La chanson a aussi donné la marche des conscrits bressans Leu Conchcrits sur des paroles de Prosper Convert. Différentes adaptations de la chanson sont également jouées aux Seychelles, en Irlande ainsi qu'en Belgique où il est joué comme air de cramignon (danse en plein air).

## Opportunisme politique
En 1811, à l'occasion de la naissance du fils de Napoléon Ier, le Caveau moderne publie un Hommage du Caveau moderne au roi de Rome, Extrait du Procès-Verbal de la 64e Séance du Caveau moderne, tenue le 20 mars 1811.
Ce recueil auquel participe Désaugiers est tout entier consacré à louanger le pouvoir impérial,
Quatre ans après, en 1815, au moment de la Restauration, paraît à Paris, chez Rosa, Le Chansonnier des Bourbons : dédié à SAS Madame la duchesse douairière d'Orléans ; rédigé par MM. J. A. Jacquelin et B. de Rougemont. 1re année. Dans celui-ci, les membres du Caveau moderne s'alignent bruyamment en faveur de la monarchie restaurée. Même l'inspiration bachique est ici mise au service du roi, comme on le voit dans ce couplet de Désaugiers à la fin de sa chanson Ronde :
Moi, je jure de servir

Louis, mon prince et mon père,

Jusqu'à mon dernier soupir

Et jusqu'à mon dernier verre.

Français, qu'ici tous les cœurs

Se répondent,

Se confondent :

Gloire, amour, plaisirs, liqueurs,

Venez enivrer nos cœurs.
En 1818, chez les anciens du Caveau moderne, l'opportunisme se fait martial et guerrier, ce qui, en temps de paix, n'est pas trop risqué. Désaugiers, comme Gentil, signent dans le petit recueil de chansons royalistes Les Anniversaires des trois mai et huit juillet, qu'ils publient avec quelques autres, en suivant leurs noms de leur qualité de gardes nationaux : « Sous-Lieutenant de la 10e Légion ».

## Désaugiers et les juifs
Les piques à propos des usuriers juifs apparaissent dans deux chansons de Désaugiers. Au début du 5e couplet du Délire bachique, connue également sous le nom de Quand on est mort, c'est pour longtemps, on lit :
Au lit, à table

Aimons, rions,

Puis envoyons

Les affaires au diable.

Juge implacable

Sot chicaneur,

Juif intraitable,

Respectez mon bonheur.
Et le 9e couplet du Carillon bachique :
Vingt juifs, que le diable emporte !

Sont consignés à ma porte,

Peut-être à la vôtre aussi ;

Mais, morbleu ! je me résigne,

Et lèverai la consigne

Dès qu'ils sonneront ainsi
Ces deux chansons, jadis célèbres, ont fait partie des plus connues parmi celles de Désaugiers.

## Œuvres
- 1798 : Gilles afficheur, vaudeville en 1 acte créé le 23 septembre 1798 au théâtre des Jeunes-Artistes, à Paris.
- 1799 : Le Testament de Carlin, vaudeville en 1 acte créé le 29 mars 1799 au théâtre des Jeunes-Artistes, à Paris.
- 1802 : Gille en deuil, opéra en 1 acte, avec Armand Croizette et Jacques-André Jacquelin, créé le 3 août 1802 au théâtre Montansier-Variétés, à Paris.
- 1802 : Mylord Go, ou le 18 Brumaire, tableau-impromptu mêlé de vaudevilles, avec Francis, créé le 9 novembre 1802 (18 brumaire an XII) au théâtre Montansier-Variétés, à Paris.
- 1803 : Cric-crac, ou L'Habit du Gascon, opéra-vaudeville en 1 acte, avec Jacques-André Jacquelin, créé le 17 janvier 1803 au théâtre Montansier-Variétés, à Paris.
- 1803 : Le Mot de l’énigme, comédie en 1 acte, avec René de Chazet et A.-M. Lafortelle, créée le 22 février 1803 au théâtre Montansier-Variétés, à Paris.
- 1803 : Le Magister et le Meunier, ou les Escobarderies villageoises, comédie-vaudeville en 1 acte, tirée d'un ancien fabliau, avec Jacques-André Jacquelin, créée le 10 mars 1803 au théâtre de la rue Dauphine, à Paris.
- 1803 : L’Amour et l’Argent, ou le Créancier rival, comédie en 1 acte, mêlée de vaudevilles, avec René de Chazet et A.-M. Lafortelle, créée le 9 mai 1803 au théâtre Montansier-Variétés, à Paris.
- 1803 : Manon la ravaudeuse, comédie en 1 acte, mêlée de vaudevilles, avec Charles Henrion et Joseph Servières, créée le 14 juin 1803 au théâtre Montansier-Variétés, à Paris.
- 1803 : Arlequin musard, ou J’ai le temps, vaudeville-parade en 1 acte, avec Francis, créé le 4 juillet 1803 au théâtre du Vaudeville, à Paris
- 1803 : L’Un après l’autre, ou les Deux Trappes, comédie en 1 acte, mêlée de vaudevilles, avec Francis, créée le 28 novembre 1803 au théâtre Montansier-Variétés, à Paris.
- 1803 : M. Pistache, ou le Jour de l’An, folie en 1 acte, mêlée de vaudevilles, avec Francis, créée le 31 décembre 1803 au théâtre Montansier-Variétés, à Paris.
- 1804 : Le Naufrage pour rire, ou le Coche d’Auxerre, vaudeville en 1 acte créé le 12 juin 1804 au théâtre Montansier-Variétés, à Paris.
- 1804 : C’est ma femme, vaudeville en 1 acte, avec Francis, créé le 15 septembre 1804 au théâtre Montansier-Variétés, à Paris.
- 1805 : Le Diable en vacances, opéra-féerie et comique en 1 acte sur une musique de Pierre Gaveaux, avec Martial Aubertin et Bosquier-Gavaudan, créé le 16 février 1805 au théâtre Montansier-Variétés, à Paris. Il s'agit de la suite de l'opéra bouffon Le Diable couleur de rose, ou Le Bonhomme misère du compositeur Pierre Gaveaux, sur un livret de Guillaume Lévrier-Champrion, créé le 23 octobre 1798 au théâtre des Amis des Arts, à Paris.
- 1805 : Arlequin tyran domestique, enfantillage en 1 acte, mêlé de vaudevilles, avec Francis Baron d'Allarde et Mathieu-Jean-Baptiste Nioche de Tournay, créé le 9 avril 1805 au théâtre du Vaudeville, à Paris.
- 1805 : Le Quartier d’hiver, ou les Métamorphoses, vaudeville à travestissements en 1 acte, créé le 2 mai 1805 au théâtre des Jeunes-Artistes, à Paris.
- 1805 : Monsieur Vautour, ou le Propriétaire sous le scellé, vaudeville en 1 acte, avec Mathieu-Jean-Baptiste Nioche de Tournat et Georges Duval, créé le 13 juin 1805 au théâtre du Palais-Royal, à Paris.
- 1805 : L’Adroite ingénue, ou la Porte secrète, comédie en 3 actes imitée de Calderon, avec Dumaniant, créée le 3 septembre 1805 au théâtre de la Porte-Saint-Martin, à Paris.
- 1805 : Le Chanteur éternel, vaudeville en 1 acte, avec Théophile Marion Dumersan, créé le 23 novembre 1805 au théâtre Montansier-Variétés, à Paris.
- 1806 : Mars en Carême, ou l'Olympe au rocher de Cancale, folie-vaudeville en 1 acte, avec Francis, créée le 13 février 1806 au théâtre Montansier-Variétés, à Paris.
- 1806 : Le Vieux chasseur, comédie en 3 actes, mêlée de vaudevilles, avec Mathieu-Jean-Baptiste Nioche de Tournay et Francis Baron d'Allarde, créée le 3 mars 1806 au théâtre de la rue de Chartres, à Paris.
- 1806 : Ma tante Urlurette, ou le Chant du coq, folie-vaudeville en 1 acte, avec Francis, créée le 6 mars 1806 au théâtre Montansier-Variétés, à Paris
- 1806 : Madame Scarron, comédie-vaudeville en 1 acte, avec Joseph Servières, créée le 27 juin 1806 au théâtre Montansier-Variétés, à Paris.
- 1806 : Le Mari intrigué, comédie en 3 actes et en vers, créée le 11 novembre 1806 au théâtre de l'Impératrice, à Paris.
- 1806 : Avis au public, ou le Physionomiste en défaut, opéra-comique en 2 actes sur une musique d'Alexandre Piccini, créé le 22 novembre 1806 au théâtre de l'Opéra-Comique, à Paris.
- 1806 : Monsieur Giraffe, ou la Mort de l’ours blanc, vaudeville en 1 acte, avec Auguste-Mario Coster, René de Chazet, Georges Duval, Francis baron d'Allarde, Jean-Toussaint Merle, Charles-François-Jean-Baptiste Moreau de Commagny, Antoine André Ravrio et Joseph Servières, créé le 27 décembre 1806 au théâtre des Variétés, à Paris.
- 1807 : Le Valet d’emprunt, ou le Sage de dix-huit ans, comédie en 1 acte, avec Théophile Marion Dumersan, créée le 2 mars 1807 au théâtre de l’Impératrice, à Paris.
- 1807 : Le Panorama de Momus, prologue d'inauguration en prose et en vaudevilles pour la nouvelle salle du Théâtre des Variétés, avec Francis d'Allarde et Charles-François-Jean-Baptiste Moreau de Commagny, créé le 24 juin 1807 au théâtre des Variétés, à Paris.
- 1807 : Arlequin double, vaudeville en 1 acte, avec Joseph Servières, créé le 1er juillet 1807 au théâtre du Vaudeville, à Paris.
- 1807 : Un dîner par victoire, divertissement en 1 acte et en vers, créé le 31 juillet 1807 au théâtre de l’Impératrice, à Paris.
- 1807 : Les Bateliers du Niémen, vaudeville en 1 acte, avec Francis et Charles-François-Jean-Baptiste Moreau de Commagny, créé le 14 août 1807 au théâtre des Variétés pour commémorer l'entrevue entre l'empereur Napoléon III et le tsar Alexandre Ier sur un radeau au milieu du Niémen, le 25 juin 1807, et le traité de paix franco-russe signé à Tilsitt le 7 juillet, qui a redessiné temporairement la carte de l’Europe.
- 1807 : Une heure de folie, comédie en 1 acte et en vers, créée le 15 octobre 1807 au théâtre des Variétés, à Paris.
- 1807 : Taconnet chez Ramponneau, ou le Réveillon de la Courtille, comédie-folie en 1 acte, avec Francis d'Allarde et Charles-François-Jean-Baptiste Moreau de Commagny, créée le 23 décembre 1807 au théâtre des Variétés, à Paris.
- 1808 : Les Époux avant le mariage, ou Ils sont chez eux, opéra-comique sur une musique d'Alexandre Piccini, créé le 7 janvier 1808 au théâtre 	de l'Opéra-Comique, à Paris.
- 1808 : Mincétoff, parodie de Menzikoff, avec Francis et Charles-François-Jean-Baptiste Moreau de Commagny, créée le 9 mars 1808 au théâtre du Vaudeville, à Paris.
- 1808 : Turlupin, ou les Comédiens du XVIe siècle, comédie-anecdote en 1 acte, mêlée de couplets, avec Michel-Nicolas Balisson de Rougemont et Théophile Marion Dumersan, créé le 10 mars 1808 au théâtre des Variétés, à Paris.
- 1808 :Monsieur et Madame Denis, ou la Veille de la Saint-Jean, tableau conjugal en 1 acte, mêlé de vaudevilles, avec Michel-Nicolas Balisson de Rougemont, créé le 23 juin 1808 au théâtre des Variétés, à Paris.
- 1808 : Les Trois étages, ou l'Intrigue sur l'escalier, vaudeville en 1 acte, créé le 4 août 1808 au théâtre des Variétés, à Paris.
- 1808 : La Comédie chez l’épicier, ou le Manuscrit retrouvé, vaudeville-anecdote en 1 acte, avec Michel-Joseph Gentil de Chavagnac, créée le 13 décembre 1808 au théâtre du Vaudeville, à Paris.
- 1809 : M. La Gobe, ou Un tour de carnaval, folie-vaudeville en 1 acte, avec Michel-Joseph Gentil de Chavagnac, créée le 9 février 1809 au théâtre des Variétés, à Paris
- 1809 : Hector, ou le Valetde carreau, jeu de cartes en 5 parties, avec Michel-Nicolas Balisson de Rougemont et Michel-Joseph Gentil de Chavagnac, créé le 25 février 1809 au théâtre du Vaudeville, à Paris
- 1809 : Jocrisse aux enfers, ou l'Insurrection diabolique, vaudeville infernal en 1 acte, avec Francis, créé le 6 mars 1809 au théâtre des Variétés, à Paris.
- 1809 : Adam-Montauciel, ou À qui la gloire ?, à-propos en 1 acte et en vaudevilles, avec Michel-Nicolas Balisson de Rougemont et Nicolas Gersin, créé le 10 avril 1809 au théâtre du Vaudeville, à Paris.
- 1809 : Le Départ pour Saint-Malo, ou la Suite des Trois Étages, folie en 1 acte, mêlée de couplets, créée le 25 juillet 1809 au théâtre des Variétés, à Paris.
- 1809 : M. Gérésol, ou le Luthier de la rue de la Harpe, comédie en 1 acte mêlée de vaudevilles, créée le 11 décembre 1809 au théâtre des Variétés, à Paris.
- 1810 : Il arrive, il arrive, ou Dumollet dans sa famille, folie-vaudeville en 1 acte, créée le 14 mai 1810 au théâtre des Variétés, à Paris.
- 1810 : La Petite guerre, ou l'Officier prothée, prologue mêlé de vaudevilles, créé le 7 août 1810 au théâtre de la salle des Jeux Gymniques, à Paris.
- 1810 : La Petite Cendrillon, ou la Chatte merveilleuse , folie-vaudeville en 1 acte, avec Michel-Joseph Gentil de Chavagnac, créée le 12 novembre 1810 au théâtre des Variétés, à Paris.
- 1811 : L’Heureuse Gageure, divertissement en 1 acte et en vers libres, créé le 25 mars 1811 au Théâtre-Français, à Paris, à l'occasion de la naissance de Sa Majesté le Roi de Rome.
- 1811 : L’Auteur et sa servante, prologue en vaudevilles, créé le 1er avril 1811 au théâtre de la Porte-Saint-Martin, à Paris, à l'occasion de la naissance du Roi de Rome.
- 1811 : L’Appartement à deux maîtres, comédie-vaudeville en 1 acte, créée le 11 août 1811 au théâtre du Vaudeville, à Paris.
- 1811 : L’Ogresse, ou la Belle au bois dormant, vaudeville-folie-comi-parade en 1 acte, avec Michel-Joseph Gentil de Chavagnac, créé le 28 août 1811 au théâtre des Variétés, à Paris.
- 1811 : Bayard à La Ferté, ou le Siège de Mézières, opéra-comique sur une musique de Charles-Henri Plantade, avec Michel-Joseph Gentil de Chavagnac, créé le 13 octobre 1811 au théâtre de l'Opéra-Comique, à Paris.
- 1812 : Le Mariage de Dumollet, folie en 1 acte, mêlée de couplets, créée le 18 janvier 1812 au théâtre des Variétés, à Paris.
- 1812 : Monsieur Désornières, ou Faut-il rire, faut-il pleurer ?, folie en 1 acte et en vaudevilles, avec Michel-Joseph Gentil de Chavagnac, créée le 5 février 1812 au théâtre des Variétés, à Paris.
- 1812 : Les Auvergnats, ou l'Eau et le Vin, vaudeville grivois en 1 acte, avec Michel-Joseph Gentil de Chavagnac, créé le 25 août 1812 au théâtre des Variétés, à Paris.
- 1812 : Le Mariage extravagant, comédie-vaudeville en 1 acte, avec Henri Zozime de Valori, créée le 8 septembre 1812 au théâtre du Vaudeville, à Paris.
- 1812 : La Matrimonio-manie, ou Gai, gai, mariez-vous ! , comédie en un acte, mêlée de couplets, avec Michel-Nicolas Balisson de Rougemont et Michel-Joseph Gentil de Chavagnac, créée le 10 novembre 1812 au théâtre des Variétés, à Paris.
- 1812 : La Famille moscovite, fait historique en 1 acte, mêlé de couplets, créé le 1er décembre 1812 au théâtre des Variétés, à Paris.
- 1813 : Cadet-Roussel esturgeon, folie-parade en 2 actes, mêlée de vaudevilles, avec Antoine-Vincent Arnault, créée le 22 février 1813 au théâtre des Variétés, à Paris.
- 1813 : Pierrot, ou le Diamant perdu, comédie-vaudeville en 2 actes, avec Michel-Joseph Gentil de Chavagnac, créée le 11 mars 1813 au théâtre du Vaudeville, à Paris.
- 1813 : Monsieur Croque-Mitaine, ou le Don Quichotte de Noisy-le-Sec, extravagance en 1 acte et en vaudevilles, avec Nicolas Brazier et Jean-Toussaint Merle, créée le 1er avril 1813 au théâtre des Variétés, à Paris.
- 1813 : Les Poètes en voyage, ou le Bouquet	impromptu, vaudeville en 1 acte, avec René de Chazet, créé le 3 septembre 1813 au théâtre, à Paris.
- 1813 : Le Dîner de Madelon, ou le Bourgeois du Marais, comédie en 1 acte, mêlée de vaudeville, créée le 6 septembre 1813 au théâtre des Variétés, à Paris.
- 1813 : Le Mari en vacances, comédie-vaudeville en 1 acte, avec Alexandre Barrière, créée le 5 octobre 1813 au théâtre des Variétés, à Paris.
- 1813 : Le Petit enfant prodigue, ou l'Enfant de trois pères, comédie en 1 acte, mêlée de vaudevilles, avec Michel-Joseph Gentil de Chavagnac, créée le 31 décembre 1813 au théâtre des Variétés, à Paris.
- 1814 : Le Bûcheron de Salerne, ou les Souhaits, comédie-féerie en 1 acte, mêlée de vaudevilles, avec Michel-Joseph Gentil de Chavagnac, créée le 17 février 1814 au théâtre des Variétés, à Paris.
- 1814 : Le Retour des lys, à-propos en 1 acte et en vaudevilles, avec Michel-Joseph Gentil de Chavagnac, créé le 3 mai 1814 au théâtre des Variétés, à Paris, à	l'occasion de l'entrée de Louis XVIII dans la capitale.
- 1814 : L’Hôtel garni, ou la Leçon singulière, comédie en 1 acte et en vers, avec Michel-Joseph Gentil de Chavagnac, créée le 23 mai 1814 au théâtre-Français, à Paris.
- 1814 : L’Île de l’espérance, ou le Songe réalisé, pièce allégorique en 1 acte, mêlée de vaudevilles, avec Nicolas Brazier et Michel-Joseph Gentil de Chavagnac, créée le 6 juin 1814 au théâtre des Variétés, à Paris.
- 1814 : Les Deux Boxeurs, ou les Anglais de Falaise et de Nanterre, folie-parade en 1 acte, mêlée de couplets, avec Francis et Antoine Jean-Baptiste Simonnin, créée le 30 août 1814 au théâtre des Variétés, à Paris.
- 1814 : Le Premier en date, opéra-comique en 1 acte sur une musique de Charles Charles-Simon Catel, avec Hyacinthe Antoine Pessey, créé le 3 novembre 1814 au théâtre de l'Opéra-Comique, à Paris.
- 1814 : Le Boulevard Saint-Martin, ou Nous y voilà ! , prologue d'inauguration en 1 acte, mêlé de vaudevilles, avec Nicolas Brazier, créé le 26 décembre 1814 au théâtre de la Porte Saint-Martin, à Paris.
- 1815 : Je fais mes farces, folie en 1 acte, mêlée de vaudevilles, avec Nicolas Brazier et Michel-Joseph Gentil de Chavagnac, créée le 4 février 1815 au théâtre des Variétés, à Paris.
- 1815 : Les Deux Voisines, ou les Prêtés rendus, comédie en 1 acte, avec Michel-Joseph Gentil de Chavagnac, créée le 4 février 1815 au Théâtre-Français, à Paris.
- 1815 : Le Singe voleur, ou Jocrisse victime, imitation burlesque en 1 acte du mélodrame La Pie voleuse, ou La Servante de Palaiseau (de Théodore Baudouin d'Aubigny et Louis-Charles Caigniez), avec Jean-Toussaint Merle, créée le 30 mai 1815 au théâtre des Variétés, à Paris.
- 1815 : Le Bouquet du roi, ou le Marché aux fleurs, à-propos en 1 acte, mêlé de vaudevilles, avec Michel-Joseph Gentil de Chavagnac, créé le 23 août 1815 au théâtre des Variétés, à Paris.
- 1815 : Le Vaudeville en vendanges, petit à-propos villageois en 1 acte, mêlé de couplets, avec Michel-Joseph Gentil de Chavagnac et Charles-François-Jean-Baptiste Moreau de Commagny, créé le 30 septembre 1815.au théâtre du Vaudeville, à Paris.
- 1815 : Une journée au camp, mélodrame comique en 2 actes, mêlé de vaudevilles, avec Michel-Joseph Gentil de	Chavagnac, créé le 17 octobre 1815 au théâtre de la Porte Saint-Martin, à Paris.
- 1815 : Trois pour une, ou Les absents n’ont pas toujours tort, comédie-vaudeville en 1 acte, avec Alexandre Barrière, créée le 23 décembre 1815 au théâtre du Vaudeville, à Paris.
- 1816 : Les Visites bourgeoises, ou le Dehors et le Dedans, petite esquisse d'un tableau en 1 acte, mêlée de couplets, avec Michel-Joseph Gentil de Chavagnac et Charles-François-Jean-Baptiste Moreau de Commagny, créée le 1er janvier 1816 au théâtre du Vaudeville, à Paris.
- 1816 : Chacun son tour, ou l'Écho de Paris, divertissement villageois en vaudevilles, avec René de Chazet et Michel-Joseph Gentil de Chavagnac, créé le 21 février 1816 au théâtre de l'Odéon.
- 1816 : Monsieur Sans-Gêne, ou l'Ami de collège, vaudeville en 1 acte, avec Michel-Joseph Gentil de Chavagnac, créé le 13 mai 1816 au théâtre du Vaudeville, à Paris.
- 1816 : Le Dix-sept juin, ou l'Heureuse Journée, à-propos en 1 acte, mêlé de vaudevilles, avec Michel-Joseph Gentil de Chavagnac, créé le 28 juin 1816 au théâtre de la Cour à l'occasion du mariage de Son Altesse Royale, Monseigneur le duc de Berry.
- 1817 : La Petite Coquette, comédie-vaudeville en 1 acte, avec Michel-Joseph Gentil de Chavagnac, créée le 22 janvier 1817 au théâtre du Vaudeville, à Paris.
- 1817 : Le Prince en goguette, ou la Faute et la Leçon, comédie en 2 actes et en prose, mêlée de couplets, avec Jean-Nicolas Bouilly, créée le 21 avril 1817 au théâtre du Vaudeville, à Paris.
- 1817 : La Barrière Mont-Parnasse, à propos-vaudeville en 1 acte, avec Charles-Gaspard Delestre-Poirson, Jean-Henri Dupin et Eugène Scribe, créé le 8 mai 1817 au théâtre du Vaudeville, à Paris.
- 1817 : Tous les Vaudevilles, ou Chacun chez soi, à-propos en 1 acte, avec Eugène Scribe et	Charles-Gaspard Delestre-Poirson, créé le 16 août 1817 au théâtre du Vaudeville, à Paris.
- 1817 : Huit jours de sagesse, ou le Naufrage au port, comédie-vaudeville en 1 acte, créée le 17 novembre 1817 au théâtre du Vaudeville, à Paris.
- 1817 : Paris à Pékin, ou la Clochette de l’Opéra-Comique, parodie-féerie-folie en 1 acte et en vaudevilles, avec Armand d’Artois et Emmanuel Théaulon, créée le 27 novembre 1817 au théâtre du Vaudeville, à Paris.
- 1818 : Les Deux Valentin, ou les Nouveaux Ménechmes, comédie-vaudeville en 1 acte, avec Michel-Joseph Gentil de Chavagnac, créée le 20 juillet 1818 au théâtre du Vaudeville, à Paris.
- 1818 : La Statue de Henri IV, ou la Fête du Pont-Neuf, tableau grivois, en 1 acte, avec René de Chazet, Michel-Joseph Gentil de Chavagnac et Marie Joseph Pain, créé le 24 août 1818 au théâtre du Vaudeville, à Paris.
- 1818 : Le Magasin de chaperons, ou l'Opéra-comique vengé, folie-féerie-parodie en 1 acte, avec Armand d’Artois, créée le 5 septembre 1818 au théâtre du Vaudeville, à Paris.
- 1819 : Le Jeune Werther, ou les Grandes Passions, vaudeville en 1 acte, avec Michel-Joseph Gentil de Chavagnac, créé le 19 janvier 1819 au théâtre de la Porte Saint-Martin, à Paris.
- 1819 : Le Château de mon oncle, ou le Mari par hasard, comédie en 1 acte, mêlée de vaudevilles, avec Armand d’Artois, créée le 15 mai 1819 au théâtre du Vaudeville, à Paris.
- 1819 : Monsieur Partout, ou le Dîner manqué, tableau-vaudeville en 1 acte, avec François-Pierre-Auguste Léger, créé le 4 août 1819 au 	théâtre du Vaudeville, à Paris.
- 1819 : Les Petites Danaïdes, ou Quatre-vingt-dix-neuf victimes, imitation burlesco-tragi-comi-diabolico-féerie de l'opéra des Danaïdes, mêlée de vaudevilles et danses, avec Michel-Joseph Gentil de Chavagnac, créée le 14 décembre 1819 au théâtre de la Porte Saint-Martin.
- 1820 : Ô l'impie !, ou Enfin la voilà !, vaudeville en 1 acte (parodie d'Olympie, opéra en 3 actes de Spontini), avec Nicolas Gersin et Michel Dieulafoy, créé le 11 janvier 1820 au théâtre du Vaudeville, à Paris.
- 1820 : Monsieur Purgon, ou Drogman, ou les Malades pour rire, folie-vaudeville en 1 acte, avec Michel-Joseph Gentil de Chavagnac, créée le 8 février 1820 au théâtre du Vaudeville, à Paris.
- 1820 : Un Dîner à Pantin, ou l'Amphitryon à la diète, tableau-vaudeville en 1 acte, avec Michel-Joseph Gentil de Chavagnac et Nicolas Gersin, créé le 3 juillet 1820 au théâtre du Vaudeville, à Paris.
- 1820 : L’Homme aux précautions, comédie en 5 actes et en vers, créée le 15 septembre 1820 au Théâtre-Français, à Paris.
- 1820 : Le Berceau du prince, ou les Dames de Bordeaux, à-propos-vaudeville en 1 acte, avec Nicolas Brazier, René de Chazet, Jean-Baptiste Dubois et Michel-Joseph Gentil de Chavagnac, créé le 13 octobre 1820 au théâtre du Vaudeville, à Paris.
- 1821 : Les Étrennes du vaudeville, ou la Pièce impromptu, folie-parade en 1 acte, mêlée de couplets, avec Francis baron d'Allarde et Michel-Joseph Gentil de Chavagnac, créée le 1er janvier 1821 au théâtre du Vaudeville, à Paris.
- 1821 : Le Baptême de village, ou le Parrain de circonstance, vaudeville en 1 acte, avec Fulgence de Bury, Michel-Joseph Gentil de Chavagnac, Paul Ledoux et Ramond de la Croisette, créé le 30 avril 1821 au théâtre du Vaudeville, à Paris, à l'occasion du baptême de Son Altesse Royale Monseigneur le duc de Bordeaux.
- 1821 : La Petite Provence, ou Un coin des Tuileries, vaudeville en 1 acte, avec Michel-Joseph Gentil de Chavagnac, créé le 8 octobre 1821 au théâtre du Vaudeville, à Paris.
- 1822 : Vadeboncoeur, ou le Retour au village, vaudeville en 1acte, avec Michel-Joseph Gentil de Chavagnac, créé le 16 avril 1822 au théâtre du Vaudeville, à Paris.
- 1822 : Un Coin du tableau, à-propos-vaudeville en 1 acte, avec Letournel et Auguste de Courchant, créé le 24 août 1822 au théâtre du Vaudeville, à Paris, à l'occasion de la fête du Roi.
- 182 2 : La Parisienne en Espagne, comédie-vaudeville en 1 acte, tirée d'un conte de Lafontaine, avec Saintine, créée le 12 septembre 1822 au théâtre du Vaudeville, à Paris.
- 1823 : M. Oculi, ou la Cataracte, imitation burlesque de Valérie en 1 acte et en vaudeville, avec Michel-Joseph Gentil de Chavagnac, créée le 29 janvier 1823 au théâtre des Variétés, à Paris.
- 1823 : La Lanterne sourde, ou les Deux Portefaix, vaudeville-féerie en 1 acte, avec Benjamin Antier et Philippe-Jacques de Laroche, créé le 20 mars 1823 au théâtre du Vaudeville, à Paris.
- 1823 : Le Juif, vaudeville-anecdotique en 2 actes, mêlé de couplets, avec Auguste Rousseau et Jean-Baptiste Mesnard, créé le 14 mai 1823 au théâtre de la Porte Saint-Martin, à Paris.
- 1823 : Les Couturières, ou le Cinquième au-dessus de l’entresol, vaudeville en 1 acte, avec Charles Nombret Saint-Laurent et Saintine, créé le 11 novembre 1823 au théâtre des Variétés, à Paris.
- 1823 : Les Maris sans femmes, ou Une heure de paternité, vaudeville en 1 acte, avec Michel-Joseph Gentil de Chavagnac, créé le 26 novembre 1823 au théâtre du Vaudeville, à Paris.
- 1823 : La Route de Bordeaux, à-propos en 1 acte et en vers libre, avec Michel-Joseph Gentil de Chavagnac et Nicolas Gersin, créé le 10 décembre 1823 au Théâtre-Français, à Paris, à l'occasion du retour de Son Altesse Royale le duc d'Angoulême.
- 1823 : Plus de Pyrénées, à-propos-vaudeville en 1 acte, avec Michel-Joseph Gentil de Chavagnac, créé le 16 décembre 1823 au théâtre du Vaudeville, à Paris.
- 1824 : Le Pied de nez, ou Félime et Tangut, vaudeville-féerie en 6 actes, avec Pierre Villiers, créé le 5 avril 1824 au théâtre du Vaudeville, à Paris.
- 1824 : Pinson, père de famille, ou la Suite de Je fais mes farces, folie-vaudeville, avec Charles Nombret Saint-Laurent et Saintine, créée le 6 novembre 1824 au théâtre des Variétés, à Paris.
- 1825 : M. Transi, ou le Troubadour du canal de l'Ourcq, vaudeville en 1 acte, avec Michel-Joseph Gentil de Chavagnac, créé le 20 mars 1825 au théâtre des Variétés, à Paris.
- 1825 : La Porte secrète, comédie-vaudeville en 1 acte, avec Jean-François Bayard, créée le 7 mai 1825 au théâtre de Madame, à Paris.
- 1825 : Le Vieillard d’Ivry, ou 1590 et 1825, vaudeville en 2 tableaux, avec Ferdinand Laloue et Jean-Toussaint Merle, créé le 28 mai 1825 au théâtre de la Porte-Saint-Martin, à Paris, à l'occasion du sacre de Sa Majesté Charles X.
- 1825 : Fenêtres à louer, ou les Deux Propriétaires, vaudeville en 1 acte, avec Michel-Joseph Gentil de Chavagnac, créé le 6 juin 1825 au théâtre de Madame, à Paris, à l'occasion du sacre de Sa Majesté Charles X.
- 1825 : L’An 1835, ou la Saint-Charles au village, vaudeville en un acte créé le 4 novembre 1825 au théâtre de Madame, à Paris, à l'occasion de la fête de Sa Majesté Charles X.
- 1825 : Le Marchand de parapluies, ou la Noce à la guinguette, comédie grivoise en 1 acte, mêlée de couplets, avec W. Lafontaine et Louis-Émile Vanderburch, créée le 5 décembre 1825 au théâtre des Variétés, à Paris.
- 1825 : L’Intendant et le Garde-chasse, vaudeville sur une musique de Félix Blangini, avec Théodore Anne, créé le 18 décembre 1825 au Palais des Tuileries, à Paris.
- 1826 : Le Prologue impromptu, ou les Acteurs en retard, à-propos en 1 acte et en vaudevilles, avec Espérance Hippolyte Lassagne et Pierre-Joseph Rousseau, créé le 23 septembre 1826 au théâtre du Vaudeville, à Paris.
- 1826 : Le Voisin, ou Faisons nos affaires nous-mêmes, comédie-vaudeville en 1 acte, avec Nicolas Gersin et Gabriel de Lurieu, créée le 3 octobre 1826 au théâtre du Vaudeville, à Paris.
- 1827 : Les Deux Héritages, ou Encore un Normand !, comédie-vaudeville en 1 acte, avec Antoine Jean-Baptiste Simonnin, créée le 12 février 1827 au théâtre du Vaudeville, à Paris.
- 1827 : L’Amour et la Peur, comédie-vaudeville en 1 acte, avec Auguste Rousseau, créée le 19 avril 1827 au théâtre du Vaudeville, à Paris.
- 1827 : Les Barricades de la rue Saint-Denis, ou En v’là des charges !, pot-pourri-bulletin des brillants combats livrés les 19 et 20 novembre par les bons gendarmes, édité en 1827.
- 1831 : Feu monsieur Mathieu, ou le Singulier Homme, vaudeville en 1 acte, avec Nicolas Brazier, créé le 6 décembre 1831 au théâtre du Palais-Royal, à Paris.